# 三(2,2'-联吡啶)合钴
三(2,2'-联吡啶)合钴是一种配位化合物，化学式为C30H24CoN6。它可由氯化钴、2,2'-联吡啶和二锂代联吡啶在无氧的四氢呋喃溶液中反应制得。它的磁矩为2.23 B.M.。